# Casar de Cáceres
Casar de Càceres és un municipi de la província de Càceres, a la comunitat autònoma d'Extremadura (Espanya). És el centre de producció d'un tipus de formatge cremós anomenat Torta de Casar.